# Bloc des gauches (Luxembourg)
Pour l’article homonyme, voir Bloc des gauches.
Le Bloc des gauches (en luxembourgeois : Lénksblock) est une alliance politique luxembourgeoise entre les socialistes du Parti social-démocrate et les libéraux de la Ligue libérale à la Chambre des députés au début du XXe siècle, parlement alors élu au suffrage censitaire.

## Contexte
Formée à la suite des élections législatives du 26 mai 1908, cette alliance entre socialistes et libéraux, pouvant paraître contre-nature à première vue, a pour but de réduire l'influence de l'Église dans la vie publique et plus particulièrement dans les écoles face au « bloc de droite » (qui deviendra ensuite le Parti de la droite) et qui débouchera sur le vote de la loi concernant l'organisation de l'enseignement primaire en 1912 ; l'adoption de cette loi met fin à l'alliance qui est ainsi arrivée à atteindre son objectif commun,.

## Composition
| Partis | Partis                                                | Sigle | Création |
| ------ | ----------------------------------------------------- | ----- | -------- |
|        | Parti social-démocrate (lb) Sozialdemokratesch Partei | SdP   | 1902     |
|        | Ligue libérale (lb) Liberal Liga                      | LL    | 1904     |